# Горнобанска река
Горнобанска река е река в България, област София, приток на Владайска река от басейна на Искър. Влива се във Владайска река (ляв приток) в кв. „Красна поляна“. Изворът ѝ е в кв. „Горна баня“.
Столична община планира да направи парк около реката в частта в кв. Овча Купел. Паркът ще се казва „Кукуряк“.